# Vic Harris
Victor John „Vic“ Harris (* 16. August 1945; † 10. März 2015) war ein englischer Snookerspieler, der nach dem Gewinn der English Amateur Championship 1981 zwischen demselben Jahr und 1999 insgesamt dreizehn Jahre als Profispieler verbrachte.

## Karriere

### Anfänge als Amateur
Harris wurde 1945 geboren und stammte aus Westcliff-on-Sea in Essex. Er machte erstmals auf sich aufmerksam, als er 1974 an der English Amateur Championship teilnahm, dort Terry Griffiths besiegte und erst im Halbfinale des südlichen Qualifikationswettbewerbes gegen Mick Fisher verlor. Ein Jahr später zog er erneut ins Halbfinale der Qualifikation ein, unterlag diesmal aber dem Schotten Chris Ross. 1976 schied er im Viertelfinale gegen Patsy Fagan aus, bevor er 1976/77 an mehreren Turnieren teilnahm, dabei bei den Pontins Autumn Open in der Runde der letzten 32 gegen Cliff Wilson, in der Meisterschafts-Qualifikation im Achtelfinale gegen einen Richard Birt und bei den Pontins Spring Open im Achtelfinale gegen Ray Reardon verlor. 1978 und 1979 nahm er erneut an der English Amateur Championship teil, verlor aber jeweils im Qualifikations-Achtelfinale.
Im Jahr 1980 erreichte Harris das Finale der Pontins Autumn Open, verlor aber mit 4:7 gegen Paul Medati. Infolgedessen nahm er sowohl an den Canadian Open als auch am Professional Ticket Event teil, verlor aber gegen Jim Wych und Billy Kelly sein Auftaktspiel. 1981 nahm er erneut an der English Amateur Championship teil, erreichte diesmal das Finale der Qualifikation, besiegte in diesem  mit 8:3 Bob Harris und gewann dann mit einem 13:9-Sieg über George Wood das Finale um die Meisterschaft. Im selben Jahr erhielt Harris die Startberechtigung für die Profitour.
In seinen Amateurjahren hatte Harris großen Einfluss auf die Amateurszene und entdeckte beispielsweise den sechsfachen Weltmeisters Steve Davis, den er auch mit Davis’ späteren Manager Barry Hearn bekannt machte.

### Erste Profijahre
Harris’ erste Profi-Saison verlief wenig erfolgreich; er gewann bei vier Turnieren nur ein einziges Spiel – beim Scottish Masters, wo er nach einem Sieg über Ian Black gegen Alex Higgins verlor. Auf der Weltrangliste verblieb er als ungesetzter Spieler. In der nächsten Saison gewann er immerhin zwei Spiele – bei den International Open gegen Dessie Sheehan und bei der UK Championship gegen Marcus Owen –, schied aber jeweils früh aus. Nach wie vor konnte er sich auch nicht auf der Weltrangliste platzieren.
In der Saison 1983/84 konnte dann Harris bei drei Turnieren ein Spiel gewinnen, allerdings nur bei zwei Turnieren aus eigener Kraft, da er beim Professional Players Tournament von der kampflosen Aufgabe Paul Mifsuds profitierte. Daneben gewann er bei der UK Championship gegen Pat Houlihan und überstand beim International Masters die Vor-Qualifikations-Gruppenphase, schied dann aber in der Haupt-Qualifikation aus. Dennoch gewann er nur vier von elf Spielen. Auf der Weltrangliste blieb er aber weiterhin ungesetzt. Im Laufe der folgenden Saison verlor er bei fünf von sieben Turnieren sein Auftaktspiel und gewann dieses beim Grand Prix gegen Fred Davis und bei den British Open gegen Les Dodd. Während er beim Grand Prix anschließend ausschied, besiegte er bei den British Open noch Doug Mountjoy, verlor dann aber in der Runde der letzten 32 gegen Dene O’Kane. Auf der Weltrangliste konnte er sich dadurch erstmals platzieren, er belegte nun Rang 65.

### Jahre in den Top 100
Während der Saison 1985/86 gelangen Harris Auftaktsiege bei drei Turnieren: So erreichte er beim Grand Prix und bei der UK Championship die Runde der letzten 64 und zog beim Classic mit Siegen über Colin Roscoe und Terry Griffiths in die Runde der letzten 32 ein. Auf der Weltrangliste verbesserte er sich um zwei Plätze auf Rang 63, der besten Platzierung seiner Karriere. In der daraufhin folgenden Saison konnte Harris bei vier von sieben Turnieren sein Auftaktspiel gewinnen, schied aber jeweils in der nächsten Runde aus. Dennoch verschlechterte er sich auf der Weltrangliste auf Rang 72.
Im Verlauf der Saison 1987/88 konnte Harris nur noch bei drei von sieben Turnieren sein Auftaktspiel gewinnen und schied dabei bei den International Open und beim Classic in der Runde der letzten 96 aus, zog aber bei der UK Championship mit drei Siegen in die Runde der letzten 32 ein, in der sich David Roe geschlagen geben musste. Auf der Weltrangliste verbesserte sich um einen Platz. In der nächsten Saison gewann er bei sechs von zwölf Auftaktspielen und schied bei diesen sechs Turnieren stets in der darauffolgenden Runde aus. Auf der Weltrangliste verschlechterte er sich infolgedessen auf Rang 83.

### Letzte Profijahre
Während der Saison 1989/90 konnte er nur noch fünf Auftaktspiele gewinnen, schied aber bei einem Turnier erst in der für ihn dritten Runde aus. Trotzdem rutschte er auf Rang 111 der Weltrangliste ab. In der folgenden Saison begrenzten sich seine Auftaktsiege nur noch auf den Grand Prix und die UK Championship, wo er in der nächsten Runde auch ausschied. Auf der Weltrangliste verlor er fünf weitere Plätze.
In der Saison 1991/92 nahm er nur noch an vier Turnieren teil, gab aber alle Spiele kampflos auf. Auch in der nächsten Saison bestritt er keine Spiele, sodass er auf der Weltrangliste zwischenzeitlich auf Rang 165 abrutschte und 1993 seinen Profistatus verlor. Zur Saison 1998/99 kehrte er nochmals kurzzeitig zurück, bestritt aber nur ein Spiel in der WM-Qualifikation, das er nicht gewann. Nach dem Saisonende verlor er seinen Profistatus wieder.

### Weiteres Leben
Zwischen 1999 und 2002 nahm Harris als Amateur an verschiedenen Turnieren teil, beispielsweise der Challenge Tour. Einen Teil der Partien gab er kampflos auf, andere verlor er zumeist.
Harris engagierte sich weiterhin im Amateur-Snooker. Bereits 1988 erkrankte Harris aber schwer an Krebs und starb schließlich am 10. März 2015 an den Folgen einer Lungenentzündung. Für seine Verdienste wurde die lokale Snooker-Liga in Essex in Vic Harris Snooker League (kurz VHSL) umbenannt. In der VHSL spielten auch mehrere spätere Profispieler mit, darunter der frühere Weltmeister Stuart Bingham, Mark King, Zak Surety und Emma Parker. Harris betreute auch beispielsweise Bingham und King, aber auch Ronnie O’Sullivan. Harris’ Tod wurde von zahlreichen Spielern und Offiziellen bedauert. Verbandsboss Barry Hearn beispielsweise bezeichnete Harris als „großartigen Spieler“ und hob seine Verdienste in Sachen Davis und Hearn hervor.

## Erfolge
| Ausgang         | Jahr | Turnier                              | Finalgegner | Ergebnis |
| --------------- | ---- | ------------------------------------ | ----------- | -------- |
| Amateurturniere |      |                                      |             |          |
| Zweiter         | 1980 | Pontins Autumn Open                  | Paul Medati | 4:7      |
| Sieger          | 1981 | English Amateur Championship – South | Bob Harris  | 8:3      |
| Sieger          | 1981 | English Amateur Championship         | George Wood | 13:9     |